# Everybody Else Is Doing It, So Why Can't We?
Everybody Else Is Doing It, So Why Can't We?  (укр. Всі це роблять, то чому не можемо ми?) — перший студійний альбом ірландського гурту The Cranberries. Виданий 1 березня 1993 року на Island Records. Це був перший повноцінний альбом гурту після 4 виданих ЕР. Альбом досяг першого місця у британському музичному чарті та 9 місця в ірландському чарті.

## Список пісень
Автор слів Долорес О'Ріордан, автор музики Долорес О'Ріордан та Ноель Ентоні Хоган крім треків 5, 10, 11, які були написані Долорес О'Ріордан. 
| #     | Назва            | Тривалість |
| ----- | ---------------- | ---------- |
| 1.    | «I Still Do»     | 3:16       |
| 2.    | «Dreams»         | 4:32       |
| 3.    | «Sunday»         | 3:30       |
| 4.    | «Pretty»         | 2:16       |
| 5.    | «Waltzing Back»  | 3:38       |
| 6.    | «Not Sorry»      | 4:20       |
| 7.    | «Linger»         | 4:34       |
| 8.    | «Wanted»         | 2:07       |
| 9.    | «Still Can't...» | 3:38       |
| 10.   | «I Will Always»  | 2:42       |
| 11.   | «How»            | 2:51       |
| 12.   | «Put Me Down»    | 3:33       |
| 40:54 |                  |            |

## Перевидання
Альбом був перевиданий у 2002 році під назвою Everybody Else Is Doing It, So Why Can't We? (The Complete Sessions 1991-1993). До оновленого видання цвійшло декілька додаткових пісень.  
| #     | Назва                                | Тривалість |
| ----- | ------------------------------------ | ---------- |
| 13.   | «Reason»                             | 2:02       |
| 14.   | «Them»                               | 3:42       |
| 15.   | «What You Were»                      | 3:41       |
| 16.   | «Liar»                               | 2:22       |
| 17.   | «Pretty» (Prêt-à-Porter Movie Remix) | 3:41       |
| 18.   | «How» (Radical Mix)                  | 2:58       |
| 59:34 |                                      |            |